# Bălănești (Gorj)
Pour l’article homonyme, voir Bălănești.
Bălănești est une commune roumaine située dans le județ de Gorj.